# ایویتسا بانوویچ
ایویتسا بانوویچ (کرواتی: Ivica Banović؛ زادهٔ ۲ اوت ۱۹۸۰) بازیکن فوتبال اهل کرواسی بود.
از باشگاه‌هایی که در آن بازی کرده‌است می‌توان به باشگاه فوتبال هالشر، باشگاه فوتبال زاگرب، باشگاه فوتبال انرژی کوتبوس، باشگاه فوتبال فرایبورگ، باشگاه ورزشی وردر برمن، باشگاه فوتبال نورنبرگ، و باشگاه فوتبال دویسبورگ اشاره کرد.
وی همچنین در تیم‌های ملی فوتبال زیر ۲۱ سال کرواسی و کرواسی بازی کرده‌است.